# Ilie Savu
Ilie Savu (n. 9 ianuarie 1920 în Cornățelu, Dâmbovița — d. 16 noiembrie 2010, București) a fost un fotbalist și antrenor român care a jucat pe postul de portar. A fost unul dintre cei care au pus bazele grupării „roș-albastre”.

## Cariera ca jucător
Ilie Savu și-a început cariera de fotbalist la 14 ani, jucând ca atacant și ca portar. Primele două sezoane le-a petrecut la Prahova Ploiești, iar următorele 5 la Venus București. În această perioadă a jucat două meciuri pentru Echipa națională de tineret a României. După Venus, a semnat cu Corvinul Deva, unde în patru ani a avut puține meciuri din cauza Celui de-al Doilea Război Mondial.
A și participat în al Doilea Război Mondial, fiind împușcat în timpul luptelor din Munții Tatra.
După război a jucat pentru echipa CCA București, fiind portarul primei echipe a C.C.A-ului, unde a jucat trei ani înainte de a se retrage.

## Cariera ca antrenor
A antrenat Echipa de Aur a Stelei din 1956 când a luat campionatul și a jucat un turneu în Anglia. După Steaua a semnat cu Corvinul Hunedoara, echipă pe care a promovat-o în Divizia A. S-a întors în 1965 la Steaua pentru doi ani. Ilie Savu a fost președintele clubului Steaua pentru un singur an, în 1954.

## Cariera ca președinte
În 1974, pe timpul mandatului său ca președinte al Secției de fotbal Steaua București, s-a construit stadionul din Ghencea.

## Viața personală

### Martor la asasinarea lui Armand Călinescu
În 1939, pe când evolua la tineretul lui Venus, Savu a fost martorul unui episod ca-n filme. 
```
„Eram la antrenament pe la orele 15:30 - 16:00 și am auzit împușcături. Ne-am cățărat pe garduri și am văzut trei mașini de legionari cum demarau. După aceea, eu și coechipierii a trebuit să dăm declarații la Poliție, ca martori. Fusese ucis Armand Călinescu!”
[
5
]
```

### A luptat în Munții Tatra
În anii 40, a absolvit două școli de ofițeri superiori: cea a Armatei Regale Române și cea din Germania, de la Postdam, cu specializarea motorizate. După 23 august 1944, a dezertat de la nemți și s-a întors la București, de unde a plecat să lupte pe Frontul de Vest, ajungând până în Munții Tatra. În timp ce încerca să salveze un camarad, a fost împușcat în picior.

## Deces
Ilie Savu a murit pe 16 noiembrie 2010, la scurt timp după miezul nopții, la Spitalul Militar Central din București din cauza unor probleme hepatice.

## Palmares

### Ca jucător
Venus București
- Divizia A: 2
  - 1938–39, 1939–40

### Ca antrenor asistent
Steaua București
- Divizia A: 1
  - 1956  în colaborare cu Ștefan Dobay
- Cupa României: 2
  - 1955, 1964-65

### Ca antrenor principal
Steaua București
- Cupa României: 2
  - 1965-1966, 1966-1967